# Chupi Pérez
Miguel Ángel "Chupi" Pérez (Madrid, España, 28 de septiembre de 1952-10 de junio de 2006) fue un voleibolista español. Chupi destacaba por su gran recepción pero también era bueno en el pase.
Sus comienzos en el voleibol fueron en el colegio Mirasierra donde jugaría durante 7 años hasta que en 1967 ficha por el Real Madrid. Con 17 años, debuta en el primer equipo merengue y, a partir de la siguiente temporada es el capitán hasta que la equipo desaparece por temas económicos en 1983, si bien en su última temporada también fue entrenador ayudante. En su etapa como jugador consiguió 7 Superligas y 9 Copas del Rey, además de jugar una semifinal de la Copa de Europa en 1978.
En la selección nacional alcanzó un total de 115 de internacionalidades con la que consiguió la medalla de bronce de la Spring Cup en 1976. También estaría en la temporada 1983/1984 como entrenador del Sanitas CVM que lo conformaban antiguos jugadores del Real Madrid, el equipo destacaba por su nivel defensivo. Parcipó en el Europeo Junior de 1971 en el que debutaba España, siendo el más joven de los participantes.
Falleció el 10 de junio de 2006 a causa de un accidente de tráfico.